# Philip Guston

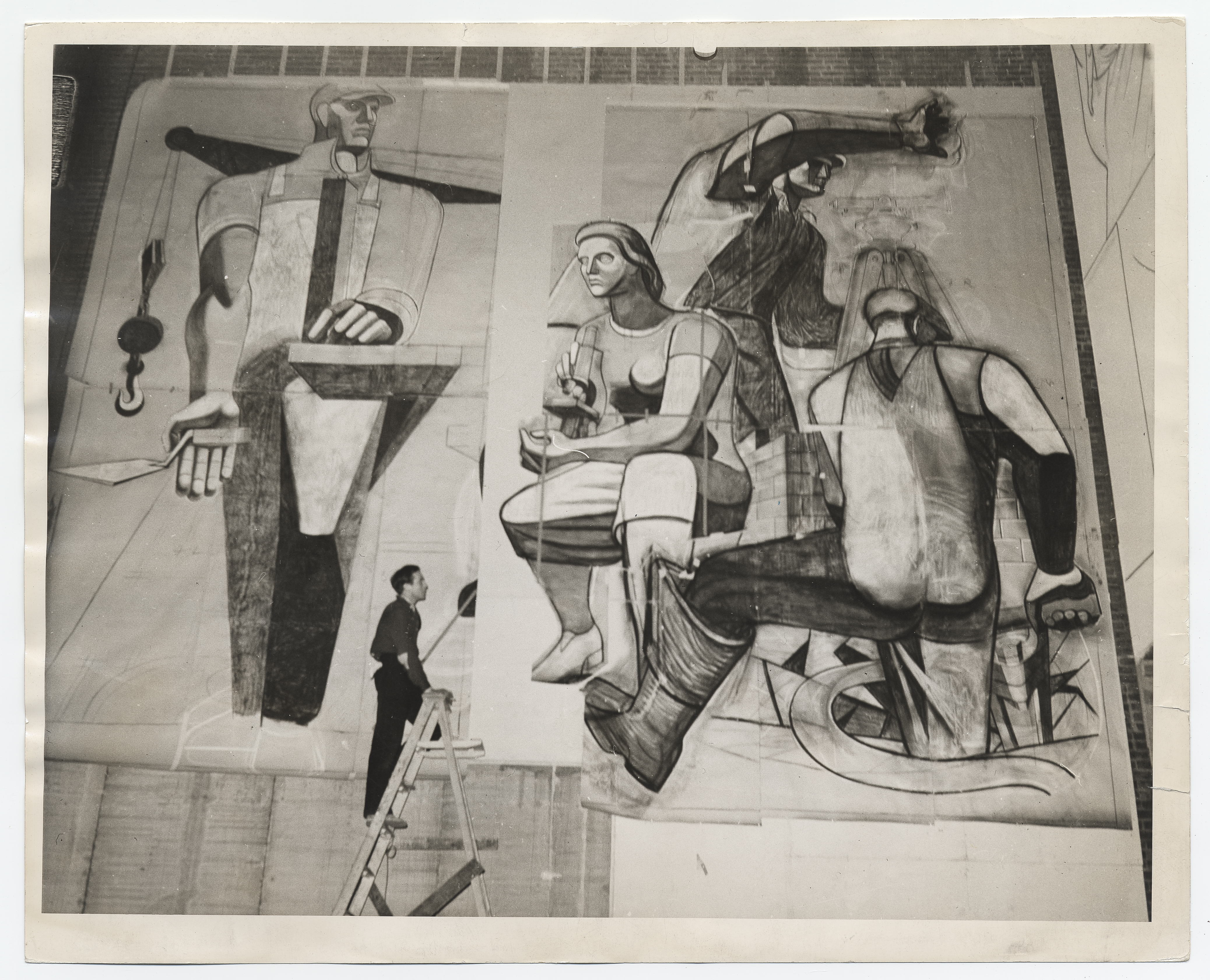
Philip Guston skissar en fresk för Federal Arts Project, 1939.

Philip Guston, född 1913, död 1980, var en kanadensiskfödd amerikansk målare.
Guston föddes som Phillipe Goldstein i Montreal 1913 av judiska föräldrar som invandrat från Odessa. 1935 bytte han namn till Philip Guston.
Under 1930- och 1940-talen målade han huvudsakligen figurativt, bland annat en rad fresker för The Federal Arts Project. Från 1950-talet stod han som representant för det abstrakt-expressionistiska amerikanska måleriet, men på 1970-talet återvände han till mer figurativa former.